# 塩分濃度
塩分（えんぶん、英: salinity）は、水に溶けている塩（えん）の量である。ここで言う「塩分」とは、塩化ナトリウム(NaCl) だけでなく、硫酸マグネシウム(MgSO4) や硫酸カルシウム(CaSO4)そして炭酸水素塩などの塩類を含める場合が多い。
オーストラリアや北アメリカでは、この語が往々にして土壌に含まれる塩分を示唆し得る。

## 詳細
水(H2O)中に溶けている陰イオンの中で最も濃度が高いハロゲン化合物(特に塩化物)の濃度が指標として着目される場合も多く、これはハリニティ(英: halinity)と呼ばれる。
塩分濃度は、単位体積または単位質量に対して水(H2O)に溶解している塩分(正確には溶解している固形物質全て)の量である。両者の値にそれほど大きな差は発生しないが、正確な値が必要な場合にはその区別に注意する必要が有る。
塩分濃度は周りに住む生物にとって極めて重要である。
例えば、地表の水溜りだけではなく地下水もまた陸上植物に影響を与える。塩分濃度が高い環境に適応している塩生植物や極限環境微生物の好塩菌にも塩分濃度は甚大な影響を持つ。なお、塩分濃度が大きく変化しても生きていける生物は好塩性であると呼ばれる。
勿論ながら、人間にとっても塩分濃度の影響は重大である。水(H2O)を摂取する場合には、その塩分濃度が体内の塩分濃度よりも低くなければならない。しかし、塩分を除去するには非常に手間を要する手順が必要となる。

### 絶対塩分と実用塩分尺度
海洋学では、塩分濃度は、絶対塩分と呼ばれる、質量に対する千分率(単位;‰またはppt)が伝統的に用いられてきた。
これによって、水(H2O)は淡水・鹹水(汽水・海水)・塩水に区分される。なお、「塩分濃度」のように濃度を付けるのは誤りで、単に塩分という単語を使うべきだという意見もある。
かつては、塩分濃度は硝酸銀滴定や蒸発残渣の量で求められることが多かったが、これはいずれも手間が掛かるうえに正確な測定も困難だった。1960年代以降は、液体用の電気伝導率の測定が発達したため、それは試料と標準海水(英: primary standard water)の電気伝導率を検塩計で比較して求めることが多くなった。
当初は、「海洋調査常用表」の編纂者であるマルティン・クヌーセンらによって1900年に国際海洋探求会議がオスロやコペンハーゲンに造られた中央実験所で原標準海水「コペンハーゲン水」(英: "Copenhagen water")と比較されて塩素量が検定されたものが、ガラスアンプル(直径約45mm・容量約230ml)に封入されて、1902年から各国に標準海水として頒布された。なお、この原標準海水の塩分濃度は従来どおり硝酸銀滴定で求められていた。(1975年以降においては、標準海水はイギリスの海洋研究所から頒布されている。)この標準海水なくしては、海水の温度や塩分から密度や水平的流速分布に至るまでの正確な測定が不可能になることを意味する。
因みに、日本は、戦前に輸入途絶という事態に絡んで、独自に「日本標準海水」の作成を試みた歴史が有る。また、遣独潜水艦作戦においてドイツ軍占領下のコペンハーゲンから標準海水5アンプルを入手しており、「日本標準海水」の検定に用いたと考えられている。
その後の1978年に、海洋学者は、標準海水の替わりに、塩化カリウム(KCl) の標準液を作成して試料とそれとの電気伝導率の比率で塩分濃度を表す実用塩分尺度(PSS)(英: Practical Salinity Scale)を提案した。この単位は無次元であり、通常は千分率で表記される。時にPSU(実用塩分単位)(英: Practical Salinity Unit)として表記される場合もある。
| 分類   | 淡水(英: fresh water) | 鹹水(英: salty water)    | 鹹水(英: salty water)  | 塩水(英: briny water) |
| 分類   | 淡水(英: fresh water) | 汽水(英: brackish water) | 海水(英: marine water) | 塩水(英: briny water) |
| ------ | --------------------- | ------------------------ | ---------------------- | --------------------- |
| 塩濃度 | < 0.05 %              | 0.05 % - 3.5 %           | 3.5 % - 5%             | > 5 %                 |

なお、他分野においては、例えば、物理化学では溶媒に対する千分率が用いられ、分析化学では溶液に対する比重量で塩分濃度が表されていた。

### ヴェニス系
海水の塩分濃度は大体が約30‰から35‰までの間にあるが、内陸には海水よりも塩分濃度が濃い水や薄い水が在る。この塩分の濃淡を表す区分方法は様々に在るが、よく使われるものの一つが塩分量(英: haline)である。
海水と同じ塩分濃度の水を基準の同塩海として、1959年に表のようにヴェニス系と呼ばれる分類が定義され、1972年に修正が加えられた。
| 実用塩分尺度(‰) | 分類                       |
| --------------- | -------------------------- |
| 70 - 300        | 超塩層(英: hyperhaline)    |
| 40 - 70         | 高塩層(英: metahaline)     |
| 30 - 40         | 混合塩層(英: mixoeuhaline) |
| 18 - 30         | 多塩層(英: polyhaline)     |
| 5 - 18          | 中間塩層(英: mesohaline)   |
| 0.5 - 5         | 少塩層(英: oligohaline)    |

塩分濃度が季節を通じて海水とほぼ同じ水は類似塩層(英: homoiohaline)と呼ばれ、この種の湖は、海と常に繋がっている場合が殆どである。これに対して、塩分濃度が変化する水は乱鹹層(英: poikilohaline)と呼ばれ、その塩分濃度は0.5‰から300‰超まで様々であるが、これが生物環境に与える影響は大きい。この塩分の変化は様々な周期を持っている。
世界の海水の塩分濃度は、等塩分線(英: isohale)状を示す。
絶対塩分による分類および実用塩分尺度による海水塩度
- - 絶対塩分による分類
- - 世界の海表面の年間平均実用塩分（World Ocean Atlas 2009[19]）

なお、ヴェニス系関連用語の日本語定訳は現在のところは存在しない。本項目においては、訳に際して、接尾辞と接頭辞の医学的語根の一覧の日本語訳や「和英西仏語・海洋総合辞典」が用いられている。